# Paradijs (Noord-Holland)
Paradijs is een buurtschap in de gemeente Opmeer, in de Nederlandse provincie Noord-Holland.
Paradijs is gelegen tussen De Weere en Gouwe en valt onder het dorp De Weere. Paradijs bestaat uit een aantal huizen en een groot boerenbedrijf met stolpboerderij.
Met de naam Paradijs wordt vaak niet alleen de bewoning aan de gelijknamige straat bedoeld, maar ook het land en bewoning er direct omheen, aan de Oosterboekelweg. Het straatnaambord wordt met enige regelmaat gestolen vanwege zijn toch wat ironische vernoeming naar het paradijs.
Tot 1979 was Paradijs onderdeel van gemeente Hoogwoud; deze gemeente ging in 1979 op in de fusiegemeente Opmeer.
Dorpen: Aartswoud · De Weere · Hoogwoud · Opmeer · Spanbroek · Wadway (deels)

Woonplaatsen: Gouwe · Zandwerven     
Buurtschappen: Abbekerkeweere · De Kaag · De Kolk · De Snip · Harderwijk · Lagehoek · Langereis (deels) · Paradijs

Noord-Holland: Steden en dorpen in Noord-Holland      Nederland: Provincies · Gemeenten